# یوهانس مولر
یوهانس مولر (انگلیسی: Johannes von Müller؛ ۳ ژانویهٔ ۱۷۵۲ – ۲۹ مهٔ ۱۸۰۹) تاریخ‌نگار، سیاستمدار، کتابدار، استاد دانشگاه و نویسنده اهل سوئیس بود. یوهانس مولر از بنیانگذاران اصلی فرقه سری ایلومیناتی به شمار می‌رود. وی در نهایت در ۲۹ می ۱۸۰۹ در شهر کاسل که عموم اوقات پیری خود را در آن گذراند، درگذشت.